# Ramphotyphlops pilbarensis
Ramphotyphlops pilbarensis este o specie de șerpi din genul Ramphotyphlops, familia Typhlopidae, descrisă de Ken Aplin și Donnellan 1993. Conform Catalogue of Life specia Ramphotyphlops pilbarensis nu are subspecii cunoscute.